# ウォルター・ゲイ
ウォルター・ゲイ（Walter Gay、1856年1月22日 - 1937年7月13日）はアメリカ合衆国の画家である。フランス農民を描いた風俗画や、家具、調度を描く「室内画」を得意とした。

## 略歴
マサチューセッツ州のヒンガム(Hingham)の上流階級に生まれた。叔父に画家のウィンクワース・アラン・ゲイ(Winckworth Allan Gay)がいて、最初の美術教育を叔父から受けた。ボストンのローウェル協会の夜間コース美術教育を受けた後、1873年からボストンの画家、ウィリアム・モリス・ハントに学んだ。有名な投資家、トラヴァース(William R. Travers)の娘、マルチダ(Matilda E. Travers)と結婚した。マルチダが相続する父親の遺産は夫妻のフランスでの優雅な暮らしを可能にした。
1876年に夫妻でパリに移り、レオン・ボナのスタジオで学んだ。ボナはバスク地方の出身でディエゴ・ベラスケスなどのスペインの写実主義の影響をうけていた画家である。ゲイはしばしば、モンパルナスの画家のたまり場を訪れ、ピエール・ピュヴィス・ド・シャヴァンヌやエドゥアール・マネ、ジョヴァンニ・ボルディーニ、エドガー・ドガといった画家と知り合った。1878年にはマドリードを訪れ、プラド美術館でベラスケスやスペインのバロック期の画家の作品を模写して学んだ。1879年からサロン・ド・パリに出展を始めた。1882年に叔父と初めて、多くの画家が集まっていたバルビゾンやブルターニュのコンカルノーを訪れた。フランスの農民の生活を描くようになり、写実主義の画家、ジュール・ブルトンやレオン・レルミットに影響を受けたスタイルで描いた。1889年のパリ万国博覧会に出展し、銀メダルを受賞した。サロンでも何度か入選し、ヨーロッパ各地の展覧会にも出展した。
1894年にレジオンドヌール勲章（シュバリエ）を受勲し、1904年に、レジオンドヌール勲章（オフィシエ）を受勲した。
フランス、セーヌ＝エ＝マルヌ県のダマリー＝レ＝リスで没した。

## 作品
- "The Weaver" (1886)
- "Charity" (1889)
- "Hilanderas"
- "La Cheminée" (1909)